# Morado

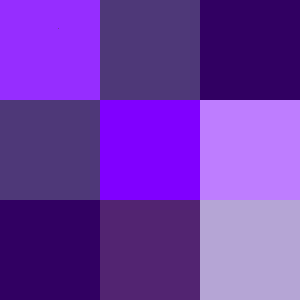

Morado (do latim morātu, de moru-, amora, ou do português antigo mora, de amora + particípio passado, -ado) é uma cor púrpura azulado, escuro e profundo, cuja referência originária é a cor da amora.
A denominação de cor «morado» não denota uma coloração específica nem precisa, apenas designa uma família de cores similares entre si.